# Ošíkov
Ošíkov (dříve Ošokov, německy Ossokow) je osada a základní sídelní jednotka obce Kladky v okrese Prostějov. Spolu s Trpínem se nachází mezi obcemi Kladky a Vysoká, blízko hranice s okresem Svitavy, asi 15 km severovýchodně od Konice a asi 36 km severozápadně od Prostějova. V roce 2011 zde žilo 15 obyvatel v patnácti domech (údaje zahrnují i sousední Trpín).
V Ošíkově je registrováno šest čísel popisných: 184, 185, 186, 188, 189 a 219. Ošíkovem prochází silnice III/37346. Nachází se zde kříž, restaurace a hřiště.
| Rok            | 1869 | 1880 | 1890 | 1900 | 1910 | 1921 | 1930 | 1950 | 1961 | 1970 | 1980 | 1991 | 2001 | 2011 |
| -------------- | ---- | ---- | ---- | ---- | ---- | ---- | ---- | ---- | ---- | ---- | ---- | ---- | ---- | ---- |
| Počet obyvatel | 56   | 63   | 60   | 48   | 43   | 31   | 31   | 11   | 15   | 7    | 5    | 19   | 19   | 15   |
| Počet domů     | 8    | 8    | 8    | 8    | 7    | 7    | 7    | 6    | –    | 4    | 4    | 13   | 15   | 15   |